# Reichelsmühle
Reichelsmühle ist ein Gemeindeteil der Gemeinde Obertrubach im Landkreis Forchheim (Oberfranken, Bayern).

## Geografie
Der Weiler liegt im südlichen Randbereich der Wiesentalb etwas weniger als zwei Kilometer westsüdwestlich des Ortszentrums von Obertrubach auf einer Höhe von 414 m ü. NHN. Die ehemalige Einöde besteht heute aus drei Anwesen und ist damit zu einem Weiler herangewachsen. Zu ihm gehören das Mühlengebäude, ein Gasthaus und ein Wohngebäude.

## Geschichte
Die Reichelsmühle ist eine der ursprünglich 19 Mühlen im Trubachtal, deren Existenz durch urkundliche Belege dokumentiert ist. Frühere Bezeichnungen der Mühle waren „Hergottsmühl“ und „Schwentnersmühle“. Der heutige Ortsname geht darauf zurück, dass die Mühle 1547 Heinz Reichel besaß. 1974 wurde die Reichelsmühle durch einen Brand zerstört, der Mahlbetrieb nach dem Wiederaufbau nicht mehr aufgenommen. Heute wird dort ein Sägewerk betrieben, außerdem befindet sich ein Gasthaus im Ort.
Durch die Verwaltungsreformen zu Beginn des 19. Jahrhunderts im Königreich Bayern wurde die Einöde mit dem Zweiten Gemeindeedikt im Jahr 1818 Bestandteil der Ruralgemeinde Obertrubach.

## Verkehr
Die Anbindung an das öffentliche Straßennetz wird durch die durch den Ort führende Staatsstraße St 2260 hergestellt, die aus dem Westen von Wolfsberg kommend in ostnordöstlicher Richtung nach Obertrubach weiterverläuft.